# Paltothemis
Paltothemis ist eine aus vier Arten bestehende Libellengattung. Die Gattung gehört zur Unterfamilie Trithemistinae und wurde 1890 durch Ferdinand Karsch beschrieben. Als Generotyp diente ein Tier der bis dahin unbeschriebenen Art Paltothemis lineatipes. Das Verbreitungsgebiet erstreckt sich vom Südwesten der Vereinigten Staaten bis nach Panama.

## Merkmale
Paltothemis-Arten sind vergleichsweise große Libellen und erreichen Längen zwischen 47 und 54 Millimetern. Der Hinterleib (Abdomen) sowie der Brustkorb (Thorax) sind blau oder rot. Das anfangs helle Gesicht wird mit dem Alter ebenso rot. Zur leichten Abgrenzung der Gattung können die in zwei Ausformungen auftretenden Stacheln an den Femora des hinteren Beinpaares der Männchen benutzt werden. Bei Paltothemis sind zwei bis drei lang, der Rest ist kurz und gedrungen. Die Flügel sind durchsichtig oder, wie bei den Männchen von Paltothemis lineatipes an der Basis orange. Die letzte Antenodalader im Vorderflügel ist unvollständig, reicht also nicht von der Costalader bis zur Radiusader.

## Habitat
Paltothemis-Imagines leben in Wäldern. Sie warten sitzend auf Blättern auf Beute.

## Systematik
Folgende Arten werden zur Gattung Paltothemis gezählt:
- Paltothemis cyanosoma
- Paltothemis lineatipes
- Paltothemis nicolae